# Maxillaria mungoschraderi
Maxillaria mungoschraderi är en orkidéart som beskrevs av Roberto Vásquez och Pierre Leonhard Ibisch. Maxillaria mungoschraderi ingår i släktet Maxillaria och familjen orkidéer.
Artens utbredningsområde är Bolivia. Inga underarter finns listade i Catalogue of Life.